# Lúcio Márcio Filipo (cônsul em 91 a.C.)
Lúcio Márcio Filipo (em latim: Lucius Marcius Philippus) foi um político da gente Márcia da República Romana eleito cônsul em 91 a.C. com Sexto Júlio César. Lúcio Márcio Filipo, cônsul em 56 a.C., era seu filho e Lúcio Gélio Publícola, seu enteado. Foi um dos mais importantes políticos de sua época, especialmente por sua vigorosa oposição às reformas do tribuno da plebe Marco Lívio Druso durante seu consulado, um conflito que resultou diretamente na desastrosa Guerra Social ("Bellum Italicum"). 

## Tribuno (104 a.C.)

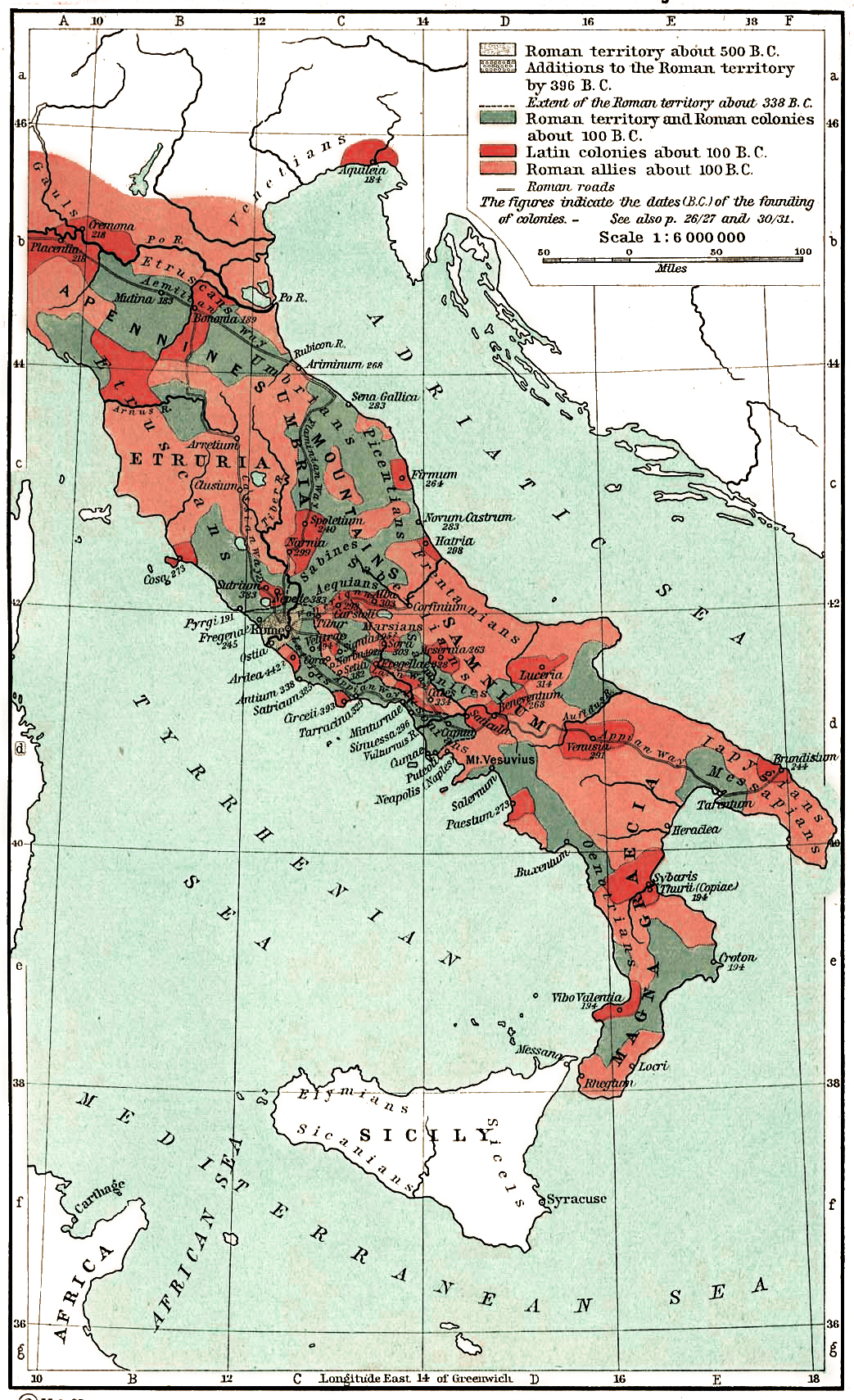
Mapa da Itália durante a Guerra Social (91-88 a.C.).

Quando jovem, Filipo não conseguiu ser nomeado tribuno militar, mas conseguiu ser eleito tribuno da plebe em 104 a.C.. Durante o seu mandato, apresentou uma lei agrária da qual quase nada se sabe. Contudo, esta ocasião é lembrada principalmente por uma afirmação que ele fez durante a defesa da medida, de que não havia mais do que 2 000 pessoas em toda a República que eram proprietárias de terra. Aparentemente ele apresentou esta medida com o objetivo principal de angariar popularidade e rapidamente abandonou sua defesa quando percebeu que não havia possibilidade de aprová-la. Em 100 a.C., Filipo se juntou aos seus colegas senadores contra a revolta de Lúcio Apuleio Saturnino.

## Consulado (93 a.C.) e anos seguintes
Em 93 a.C., Filipo se apresentou como candidato, mas foi derrotado por Marco Herênio. Em 91 a.C., concorreu novamente e foi eleito juntamente com Sexto Júlio César e seu mandato coincidiu com um ano muito turbulento em Roma, principalmente por causa de Marco Lívio Druso, um tribuno que apresentou várias leis que tratavam de temas sensíveis para o povo romano, como a distribuição de milho e de terras públicas e a criação de colônias na Itália e na Sicília. Num primeiro momento, Druso tinha o apoio total do Senado, especialmente por que suas leis eram benéficas para o povo e ajudavam a reconciliar as facções dos populares e dos optimates, a aristocracia romana.
Filipo, por outro lado, era um aguerrido membro do grupo dos populares e se opôs vigorosamente ao tribuno, o que o colocou em conflito aberto contra o Senado. Quando irrompiam episódios de discussões e distúrbios, os populares culpavam Druso pela situação. Num deles, Filipo declarou no Senado que lhe seria impossível governar com o corpo senatorial da época e que novos senadores seriam necessários. Este comentário levou o grande orador Lúcio Licínio Crasso, que se viu interrompido na metade de um discurso, a responder, furioso, que ele, que era uma pessoa muita tranquila, não podia podia compreender como um cônsul nem sequer conseguia atuar com a decência esperada de um simples senador. O Fórum Romano imediatamente foi tomado por uma grande onda de violência. Numa tentativa de impedir que Druso aprovasse sua lei, Filipo o interrompeu quando ele explicava a lei, o que fez com que Druso ordenasse que seus guardassem levassem Filipo até a prisão. A ordem do cônsul foi executada com extrema violência, o que levou o cônsul a sangrar pela boca e pelo nariz. Removido o obstáculo, Druso conseguiu aprovar suas leis na Assembleia.
Depois de sair da prisão, Filipo começou a recuperar a confiança do Senado quando senadores que antes apoiavam Druso começaram a duvidar de suas intenções. Ele, um áugure, convenceu o Senado a declarar nulas as leis de Druso pois elas teriam sido aprovadas contra os auspícios. Nada mais se sabe sobre seu consulado, exceto que Filipo teria recomendado que o Senado reivindicasse a posse do Egito, que teria sido deixado a Roma como herança de Ptolemeu X Alexandre I.

## Guerras civis (década de 80 a.C.)
Sua preferência pelos populares certamente o colocava como um aliado de Caio Mário durante os violentos conflitos da década de 80 a.C. e Filipo prosperou na época, chegando a ser eleito censor em 86 a.C. com Marco Perperna, quando, ainda segundo Cícero, teria expulsado seu próprio tio, Ápio Cláudio, do Senado. Depois disto, Filipo não teve um papel ativo no conflito e permaneceu em Roma durante o regime de Lúcio Cornélio Cina. Com a morte de Marco Antônio Orador em 87 a.C., tornou-se o maior orador romano.
Mas Filipo era mais um individualista e um sobrevivente do que um seguidor de qualquer causa em particular e ele se aproveitou da anistia política oferecida por Sula em 83 a.C. para mudar de lado, no que foi seguido por diversos outros marianos importantes, como Marco Emílio Lépido, cônsul em 78 a.C., Marco Júnio Bruto, o Velho, tribuno da plebe em 83 a.C., Públio Cetego e Pompeu Magno. Como aliado do vencedor, Filipo tornou-se um dos mais importantes romanos de sua época e um dos poucos consulares sobreviventes em Roma. 
Com a morte de Sula, Filipo tentou impedir as manobras para reformar a constituição que ele havia deixado, especialmente as comandadas por Marco Emílio Lépido. Mas Filipo não era aliado dos optimates e, por isso, apoiou Pompeu Magno, por meio de quem os populares finalmente conseguiram recuperar a maior parte do poder que detinham na época de Cina. 
Depois, exigiu que Pompeu fosse encarregado da guerra na Hispânia contra Sertório. Provavelmente tornou-se amigo pessoal de Pompeu ainda em 86 a.C., quando o defendeu de uma acusação de apropriação indébita de parte do butim de Ásculo durante a Guerra Social. Filipo morreu durante o mandato de Pompeu na Hispânia.

## Legado como orador
Filipo foi um dos mais brilhantes oradores de sua época e sua reputação ainda era grande na época de Augusto, como atesta Horácio:
| “ | Flipo era famoso pela força e vigor (em latim: Strenuus et fortis causisque Philippus agendis Clarus.) | ” |

Segundo Cícero, Filipo era muito inferior aos dois maiores oradores de sua época, Marco Antônio Orador e Lúcio Licínio Crasso, mas era, sem dúvida, o melhor depois deles. Discursava com grande liberdade e seus discursos eram temperados com uma dose de engenhosidade, o que demonstrava uma grande capacidade de inventividade ao desenvolver suas ideias. Em um duelo dialético, era agudo e sarcástico. Conhecia perfeitamente a literatura grega. Filipo sempre improvisava em suas dissertações, tanto que, quando começava a falar, costumava não se lembrar de qual palavra queria utilizar primeiro. Por isto, já idoso, escutava com desprezo e entediado os bem estudados discursos de Quinto Hortênsio Hórtalo.
Filipo era um homem que gostava de viver luxuosamente e sua riqueza lhe permitia não deixar nada a desejar. Seus tanques para peixes eram famosos em Roma e foram citados por antigos epicuristas como Lúcio Licínio Lúculo e Hortênsio Hórtalo.